# Intelsat 901
Intelsat 901 (IS-901) est le premier satellite Intelsat de la génération 9. Il a été lancé le 9 juin 2001. Il était positionné sur une orbite géostationnaire (342 °E) jusqu'en décembre 2019 avant d'être envoyé sur une orbite de rebut. Les réserves en carburant étaient trop faibles pour la bonne continuation de sa mission. Les transpondeurs du satellite étaient par contre entièrement fonctionnels. Le 25 février 2020, le remorqueur spatial MEV-1 s'amarre à IS-901 pour le ramener en service pendant une durée de 5 ans. Il est repositionné sur son orbite géostationnaire, légèrement plus à l'ouest (332,5 °E / 27,5 °O). Depuis le 2 avril 2020, il est de nouveau opérationnel et couvre en bande C l'Europe, l'Afrique, l'Amérique du Sud, la partie est de l'Amérique du Nord et en bande Ku les Caraïbes. En 2025, le MEV-1 positionnera IS-901 sur son orbite de rebut définitive avant de s'amarrer à un autre satellite Intelsat.   

## Historique
Intelsat 901 a été lancé par une fusée Ariane 4 à partir du centre spatial guyanais en Guyane française le 9 juin 2001 à 15 h 45 heure locale (6 h 45 UTC). Il a été construit par Space Systems/Loral à Palo Alto (Californie). Il est positionné à 342 °E. Il pesait 4 723 kg au décollage et est équipé de 72 répéteurs en bande C (équivalent 36 MHz) et de 22 répéteurs en bande Ku (équivalent 36 MHz),. Il avait une durée de vie nominale de plus de 13 ans.   

### Rencontre avec le satellite russe Olymp
Le 9 octobre 2015, SpaceNews signale qu'en avril 2015, le satellite russe Olymp-K (en) s'était déplacé à moins de 10 km d'Intelsat 901 et d'Intelsat 7 situé à proximité. Cela a causé de nombreuses inquiétudes concernant un potentiel incident. Les tentatives d'Intelsat pour contacter les opérateurs du satellite russe ont été infructueuses. Le gouvernement russe n'a fourni aucune raison pour le déplacement de leur satellite. Cette décision a mené à des réunions classifiées au sein du ministère de la Défense et accru les soupçons selon lesquels le satellite Olymp-K effectuerait de la collecte de renseignements sur les signaux ou serait peut-être une arme antisatellite.

### Mission Extension Vehicle - 1
Le 9 octobre 2019, le remorqueur spatial Mission Extension Vehicle - 1 (MEV-1) est lancé depuis le cosmodrome de Baïkonour au Kazakhstan par une fusée Proton-M. Sa mission consiste à s'amarrer à Intelsat 901 et de prolonger sa durée de vie opérationnelle en effectuant le maintien en station du satellite vieillissant. En préparation de l'amarrage prévu entre MEV-1 et Intelsat 901, les contrôleurs au sol ont transféré les clients d'Intelsat 901 et ont déplacé le satellite sur une orbite de cimetière en décembre 2019. C'est le satellite Eutelsat 5 West B, lancé avec le MEV-1, qui reprend la position orbitale d'Intelsat 901.  
L'amarrage a eu lieu le 25 février 2020 à 7 h 15 UTC. Le MEV-1 a rencontré Intelsat 901 et s'est amarré mécaniquement en utilisant le moteur à propergol liquide de IS-901 comme point d'accroche. Il s'agit du premier amarrage entre deux satellites commerciaux en orbite. Au cours des deux mois qui suivirent, Northrop Grumman, le constructeur du MEV-1 et la maître d'œuvre d'Intelsat 901 (Space Systems/Loral) ont effectué des tests sur les systèmes des satellites avant d'utiliser MEV-1 pour diminuer l'orbite d'Intelsat 901 et le ramener sur une orbite géostationnaire. Le 17 avril 2020, Northrop Grumman et Intelsat annoncent que le tandem est désormais totalement opérationnel en 27,5 °O (332,5 °E), où il restera pendant cinq ans. Depuis le 2 avril 2020, Intelsat 901 répond aux besoins d'une trentaine de clients commerciaux ou de gouvernements,. Il couvre désormais en bande C l'Europe, l'Afrique, l'Amérique du Sud, la partie est de l'Amérique du Nord et en bande Ku les Caraïbes,. Il vient remplacer le vieillissant Intelsat 907, un autre satellite de la firme lancé en 2003 et qui avait dépassé de 4 ans sa durée de vie prévue (13 ans). Après 5 ans de service, le MEV-1 ramènera Intelsat 901 sur une orbite finale de cimetière et la libérera avant de passer à un autre client potentiel,,.   